# Wirtschaftskrise in Venezuela
Venezuelas Wirtschaftskrise ab dem Jahr 2013 zeichnete sich aus durch Hyperinflation, Versorgungsengpässe und Hungersnöte, mit einer Armutsquote, welche ab 2014 über 50 Prozent stieg und im Jahr 2020 rund 96 Prozent erreicht hatte. Die Politik der Bolivarischen Revolution war zum größten Teil durch Erdölverkäufe finanziert worden. Der Ertrag aus den Ölverkäufen hatte sich nach den Massenentlassungen durch Präsident Chávez im Jahr 2002 selbst zum Zeitpunkt der höchsten Erdölpreise im Jahr 2008 zu verringern begonnen. Die Wirtschaftskrise wurde bis 2020 nicht überwunden, sondern wandelte sich zusehends zu einem vollkommenen wirtschaftlichen Kollaps, mit der Folge einer Massenemigration von bis zu 6 Millionen Wirtschaftsflüchtlingen.
Ab März 2020 wurde die Weltwirtschaft durch die COVID-19-Pandemie gebremst (siehe auch COVID-19-Pandemie in Venezuela).

## Staatsverschuldung
2014 lag die Staatsverschuldung bei 66 Milliarden US-Dollar (51 Prozent des BIP). Bis 2017 hatten der Staat Venezuela und die staatliche Erdölgesellschaft PDVSA 110 Milliarden Dollar an Anleihen aufgelegt, zusammen mit Krediten und Zinsen ergäben sich daraus Forderungen bis 170 Milliarden Dollar. Händler verlangten zur Absicherung auf Anleihen im Frühjahr 2017 um die 40 Prozent Zins. Die Regierung Maduro bediente die ausländischen Gläubiger auch noch im Jahr 2017, trotz aller Kriegsrhetorik gegen die USA. Die Washington Post nannte es „selbstmörderische Zahlungsmoral“. Als Grund wurde auch angegeben, dass die Regierung offene Finanzkanäle brauche, um an die Dollars zu kommen, mit welchen sie sich die Loyalität und Repression der Armee und Milizen kaufe; „ein Zahlungsausfall würde den sofortigen Regierungswechsel bedeuten“, äußerte der Bankenfachmann Alejandro Grisanti.
Das Defizit des Staatshaushaltes betrug 2018 geschätzte 20 Prozent des Bruttoinlandprodukts.
Der letzte verbleibende Kreditgeber für neue Kredite war im Jahr 2017 Russland via der staatseigenen Ölfirma Rosneft, welche 6 Milliarden Dollar Vorauszahlungen leistete. Im Frühjahr 2018 erschien ein Ende der Unterstützung durch Rosneft durch die komplizierte Situation mit US-Sanktionen sowohl gegen Russland als auch gegen Venezuela denkbar. Am 3. November senkte Standard & Poor’s die Bonitätsnote Venezuelas von CCC auf CC. Zu dem Zeitpunkt hatte Venezuela 155 Milliarden Dollar Schulden, über deren Umschuldung die Regierung mit den Gläubigern verhandeln wollte, was aber nie stattfand. Die für die Finanzen wichtige Ölförderung sank gleichzeitig bis 2018 auf rund ein Drittel des Jahres 2015.

## Inflation
Die Inflationsrate betrug 2016 rund 800 Prozent, im Jahre 2017 über 2000 Prozent und 2018 80.000 Prozent. Schätzungen für 2019 für die Inflationsrate lagen nach offiziellen venezolanischen Quellen zwischen 7374 Prozent und 9585 Prozent, laut dem Internationalen Währungsfonds bei 200.000 Prozent. 2022 scheint es so, als ob die Hyperinflation überwunden ist und pendelte sich  während der Präsidentschaftswahl in Venezuela 2024 um die 100 Prozent ein.
In Venezuela wurde „kostenloses“ Benzin von der Bevölkerung als eine Art Naturrecht angesehen, und die Regierung wagte aus Angst vor Unruhen auch während der Versorgungskrise bis ins Jahr 2018 keine Preisanpassungen; im Laufe der Hyperinflation blieb nur dieser Preis zwei Jahre lang unverändert: Anfang August 2018 konnte man für einen auf dem Schwarzmarkt getauschten Dollar 600.000 Liter Benzin kaufen. Die Zeitung El pais machte eine andere Rechnung: Mit einem einzigen Eurocent konnte man Benzin für drei Jahre (wöchentlich 40 Liter) kaufen.
Die Landeswährung konnte wegen ihrer eingeschränkten Verfügbarkeit und wegen des Vertrauensverlustes immer weniger überhaupt verwendet werden, nur noch für den Kauf der subventionierten Güter wie Benzin, Strom, Gas, Telefonie von Staatsunternehmen. Im Alltag wurde der amerikanische Dollar oder immer mehr  Kryptowährungen  verwendet, welche durch die Rimessen der Venezolaner im Ausland verfügbar war.

## Versorgungskrise
Das Land befindet sich seit 2016 in einer Versorgungskrise. Während das Benzin extrem stark subventioniert ist, kosten Waren des täglichen Bedarfs ein Vielfaches davon. So kostete schon Anfang 2016 ein Liter Wasser mehr als die Tankfüllung eines Lastwagens.
Im November 2017 wurden Lebensmittel wegen der täglich steigenden Preise in kleinen Portionen von unter 200 Gramm verkauft. Vier Esslöffel Zucker kosteten 4000 Bolivares, was zwei Drittel des täglichen Mindestlohns entsprach. Bis zum Sommer 2018 hatte sich die Versorgungslage nochmals verschlechtert, weil das Land zum größten Teil auf Importe angewiesen war, was nicht nur für Medikamente der mehr oder weniger zusammengebrochenen medizinischen Versorgung, sondern auch für Lebensmittel galt.
Schon im Jahr 2017 galten 80 Prozent der Bevölkerung nach 4 Jahren galoppierender Inflation als verarmt, 2018 kam eine Studie auf eine Armutsquote von 90 Prozent.
Eine Erhöhung des Mindestlohns im Sommer 2018 könnte gemäß Neuer Zürcher Zeitung den wenigen verbliebenen Kleinunternehmern das Genick brechen. Die Regierung ließ Verhaftungen von Ladenbesitzern mit angeblichen Wucherpreisen live im Fernsehen übertragen. Der Präsident der verfassungswidrigen „Verfassungsgebenden Versammlung“, welche das Parlament entmachtet hatte, erklärte, die Unternehmer würden „nur lernen, wenn sie hinter Gittern sitzen“. Währenddessen hatte die Regierung flink und unbemerkt erstmals den Tausch von Dollars legalisiert: Zur wichtigsten Finanzierungsquelle des Landes waren 2018 die Rimessen der ins Ausland geflüchteten Venezolaner an ihre Familien geworden.

## Sanktionen
Seit 2015 leidet die Wirtschaft zunehmend unter den von der US-Regierung und der EU verhängten Sanktionen. So wurde unter Donald Trump allen US-Unternehmen und US-Bürgern verboten, Staatsanleihen und Schuldverschreibungen der venezolanischen Regierung zu kaufen. Der Export von Öl und Gold wird erschwert. Mit Hilfe dieser Strafmaßnahmen wird versucht, durch den Entzug der finanziellen Mittel einen Regimewechsel zu erzwingen.